# 恩姆登 (緬因州)
恩姆登（英語：Embden）是一個位於美國緬因州薩默塞特縣的鎮。

## 人口
根據2020年美國人口普查的數據，恩姆登的面積為112.64平方千米，當中陸地面積為102.51平方千米，而水域面積為10.13平方千米。當地共有人口902人，而人口密度為每平方千米8人。